# Huỳnh Thanh Duyên
Huỳnh Thanh Duyên (sinh ngày 26 tháng 3 năm 1971) là một nữ thẩm phán người Việt Nam. Bà có chức danh Thẩm phán cao cấp. Bà hiện là Chánh tòa Tòa Kinh tế Tòa án nhân dân cấp cao tại Thành phố Hồ Chí Minh. Bà từng là Thẩm phán, Chánh tòa Tòa kinh tế Tòa án nhân dân tỉnh Đồng Tháp.

## Sự nghiệp
Ngày 7 tháng 9 năm 2015, bà được bổ nhiệm chức vụ Phó Chánh tòa Tòa Kinh tế Tòa án nhân dân cấp cao tại Thành phố Hồ Chí Minh
Ngày 18 tháng 01 năm 2021, bà được bổ nhiệm chức vụ Chánh toà Toà Kinh tế Toà án nhân dân cấp cao tại Thành phố Hồ Chí Minh

### Một số vụ án nổi bật
Bà từng làm chủ tọa xét xử phúc thẩm vụ án Con ruồi trong chai Number1 liên quan đến Tập đoàn Tân Hiệp Phát ngày 8 tháng 9 năm 2016. Vụ này bị cáo Võ Văn Minh được 4 luật sư bào chữa miễn phí trong đó có luật sư Phạm Công Hùng, nguyên Thẩm phán Tòa án nhân dân tối cao. Kết quả, hội đồng xét xử bác toàn bộ yêu cầu kháng cáo của bị cáo và quan điểm bào chữa của các luật sư, y án sơ thẩm tuyên phạt Võ Văn Minh 7 năm tù vào chiều ngày 8/9/2016 tại Tòa án nhân dân cấp cao tại Thành phố Hồ Chí Minh. Bị cáo vẫn tiếp tục kháng cáo kêu oan. Sau đó, hai luật sư bào chữa cho Võ Văn Minh là Phạm Hoài Nam và Nguyễn Kiều Hưng (Đoàn Luật sư TPHCM) đã gửi đơn đề nghị kháng nghị giám đốc thẩm bổ sung.
Sau đó, bà tham gia xét xử đại án Phạm Công Danh ngày 27/12/2016. Bà bị ba bị cáo đề nghị không tham gia xét xử vụ này vì không yên tâm.
Ngày 23 tháng 10 năm 2017, bà tham gia xét xử vụ án VN Pharma.